# Ludwig Wilhelm Brüggemann
Ludwig Wilhelm Brüggemann (ur. 1 marca 1743 w Jakobshagen, zm. 1 marca 1817 w Szczecinie) – niemiecki pastor, pisarz i geograf; autor opisu prowincji Pomorze Ausführliche Beschreibung des gegenwärtigen Zustandes des Königl. Preussischen Herzogthums Vor- und Hinter-Pommern (1779-1784) wraz z uzupełnieniem pt. Beiträge zu der ausführlichen Beschreibung des Königl. Preussischen Herzogthums Vor- und Hinter Pommern (1800-1806). 
Ludwig Wilhelm był synem dobrzańskiego pastora i prepozyta synodu dobrzańskiego w powiecie szadzkim pruskiej prowincji Pomorze Zachara Brüggemanna. W wieku 22 lat, idąc w ślady ojca, również został pastorem w Gielsdorf. Wkrótce przeniósł się do Berlina, gdzie objął posadę pastora w parafii garnizonowej. W krótkim czasie został guwernerem i nauczycielem siostry króla Fryderyka II, księżniczki Amelii. Przebywając na dworze królewskim założył stowarzyszenie czytelników literatury angielskiej, do którego dołączyli Johann Joachim Spalding i Wilhelm Abraham Teller.
W 1773 został w Szczecinie kapelanem kościoła zamkowego oraz członkiem konsystorza prowincji pomorskiej, które to funkcje sprawował aż do swojej śmierci w 1817.
Posiadał rozległą wiedzę w dziedzinie literatury klasycznej, zarówno greckiej jak i łacińskiej. Pasjonował się twórczością Cycerona. Anton Friedrich Büsching tworząc dzieło opisujące Brandenburgię zainspirował go do stworzenia podobnego opracowania dotyczącego prowincji Pomorze. W przygotowanie opisu Pomorza zostały zaangażowane zarówno instytucje świeckie, jak i kościelne. Brüggemannowi nadsyłano informacje aktualne, jak i archiwalne – z urzędów, jak i z parafii. Miał zwyczaj potwierdzać informacje świeckie w parafiach, a parafialne w lokalnych urzędach. Nie jest znany dokładny czas tworzenia opisu Pomorza. Po ukończeniu był to najdokładniejszy dokument opisujący ziemie pomorskie i przez wiele lat posiadał ogromne znaczenie urzędowe dla korzystających z niego władz. Dopiero przeprowadzenie reform pruskich na początku XX wieku spowodowały dezaktualizację zawartych w opisie danych.